# Casa Palacio de Salinas (Málaga)
La casa núm. 6 de la calle Salinas actualmente conocida como casa palacio de Salinas, se ubica en una céntrica calle de Málaga (España), junto a la principal arteria del siglo XIX, la calle Larios. Este inmueble ha mantenido en gran medida su planta irregular, adaptada al originario trazado árabe, a pesar de encontrarse en pleno centro de la ciudad y en la zona que sufrió una mayor transformación en el siglo XIX. Aunque no se conoce la fecha exacta de su construcción, de acuerdo con la tipología de casa patio puede datarse dentro de la segunda mitad del siglo XVII. 
Este inmueble ha pasado por numerosos avatares, pues fue en un principio una residencia de gran propietario, y posteriormente, en el siglo XX, casa de vecinos, hasta que en 1971 fue declarado en ruina. Su restauración, entre los años 1990 y 1993, permitió su recuperación, utilizando técnicas constructivas tradicionales. Actualmente se destina a oficinas y locales comerciales.
Se trata de una gran edificación sobria y sencilla, representativa de la arquitectura civil barroca de gran propietario, que conserva buena parte de la organización espacial en torno a las galerías del patio y la escalera de esquina, así como elementos arquitectónicos decorativos, destacando en el conjunto la torre que se eleva dos plantas sobre el resto del edificio.

## Descripción
La casa mantiene su trazado de origen musulmán, a pesar de encontrarse en una zona tan transformada urbanísticamente. Este trazado de planta se manifiesta en la adaptación de la edificación al solar irregular donde se levanta, como se aprecia claramente en la línea curva de su fachada.
Uno de los elementos arquitectónicos más destacados y antiguos de este inmueble es la torre que, según el Protocolo de venta de 1801, formó parte de una antigua mezquita medieval, posteriormente adquirida y readaptada por el Cabildo. Otras fuentes, sin embargo, niegan este origen musulmán, y atribuyen su origen, según documentos históricos del siglo XVI, a una de las «casas principales» de la ciudad, tratándose, pues, de una torremirador propia de las casaspalacio, o de gran propietario, del XVI. 
Ejemplos paralelos en Málaga son las torres del Palacio de Villalcázar o del Palacio Episcopal. La torre de la casa de la calle Salinas está situada en la esquina noreste de la fachada, y sobresale dos plantas por encima del edificio. Presenta los forjados marcados por impostas y en los paramentos de los niveles superiores se abren ventanas verticales. Ofrece en su conjunto un aspecto macizo, cuya única decoración consiste en un friso pintado bajo la cornisa con motivos geométricos y placas junto a los vanos. Se cubre con techumbre de tejas a cuatro aguas, rematada por una veleta de hierro. Interiormente la estructura portante de madera queda vista.
El resto del edificio aparece dispuesto en tres alturas separadas por impostas. Su fachada se caracteriza por la sencillez y sobriedad compositiva propia de las edificaciones nobles del barroco español del XVII. En la planta baja destaca la entrada principal, adintelada por sillares de piedra arenisca y coronada con una cornisa del mismo material. A ambos lados de esta portada principal se disponen tres portones de madera, con cerramiento de rejería moderna. En la primera planta se observan cuatro grandes cierros balconeros de hierro con alero superior, dispuestos a eje con los de la planta baja. Tanto entre los vanos de la primera como entre los de la planta baja se encuentran resaltes a modo de delgadas pilastras e impostas. En la segunda planta se abren cinco balcones con barandillas de hierro forjado de menor dimensión que los inferiores, distribuyéndose cuatro de ellos a eje con los anteriores.

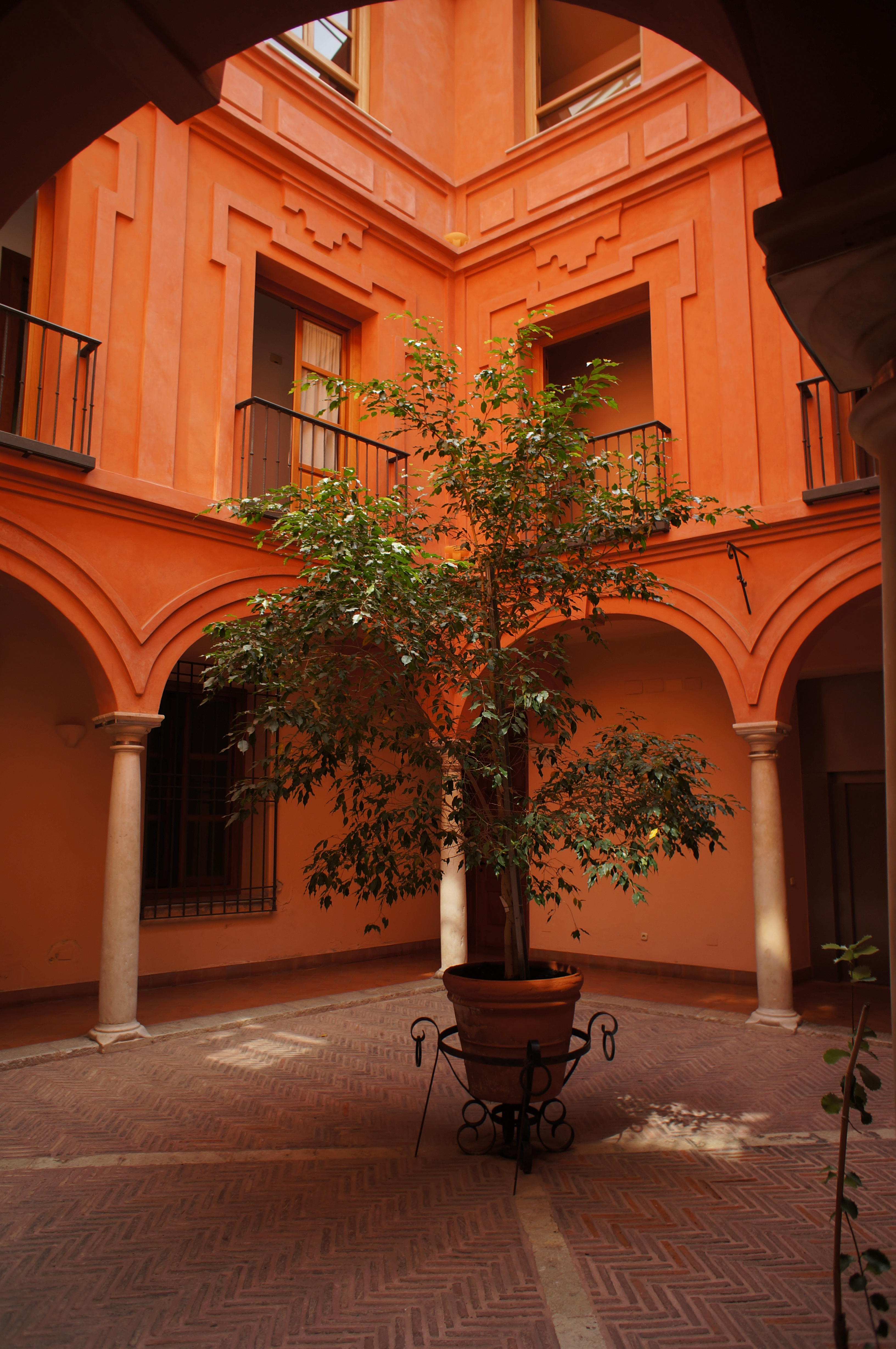
Patio interior

La puerta principal da paso a un zaguán desde el que se accede al patio, en torno al cual se organizaban todas las estancias de la que fuera anteriormente vivienda y actualmente centro de locales y comercios. Dicho patio se puede considerar el elemento más definidor del inmueble. Se conforma en sus cuatro lados a base de arcos de medio punto que descansan sobre columnas de mármol blanco con capiteles dórico toscanos que han sido reforzados con zunchos de acero inoxidable en el ábaco y en el collarín o en el fuste. El suelo del patio se ha restaurado, recuperando el enladrillado a sardinel, formando un dibujo en espiga y con unas piezas rectangulares de granito dispuestas en las diagonales que funcionan como canalones de agua. En la planta primera del patio, la galería se cierra con balcones y en la segunda con ventanas, en ambos casos a eje con los arcos de la planta baja. Los vanos de los balcones de la primera planta se decoran con placas recortadas entre pilastras.
La escalera se sitúa en el ángulo suroeste del patio y consta de dos tramos, accediéndose a ella desde la planta inferior por un arco rebajado. El techo del tramo principal de acceso a la primera planta se decora con molduras geométricas, colocándose en el centro una piña de hojarasca.
En torno al patio se disponen amplias estancias, escasamente compartimentadas y que han sido recientemente restauradas. El techo del edificio mantiene la cubierta a dos aguas con teja árabe, con piezas vidriadas en ocre y azul en las limatesas, e interiormente se deja vista la estructura portante de madera.
Tras el patio principal se sitúa otro patio de luces, de menor tamaño. En torno a él se dispone una construcción de nueva planta, fruto de la intervención de rehabilitación del edificio para su recuperación como centro de usos múltiples.